# Venta de Aragoncillo
La Venta de Aragoncillo es una antigua venta situada en la pedanía de Aragoncillo, término municipal de Corduente, en la provincia de Guadalajara (España).

## Ubicación
Queda situada a un kilómetro al sur del núcleo de Aragoncillo, al borde de la actual carretera N-211.

## Historia

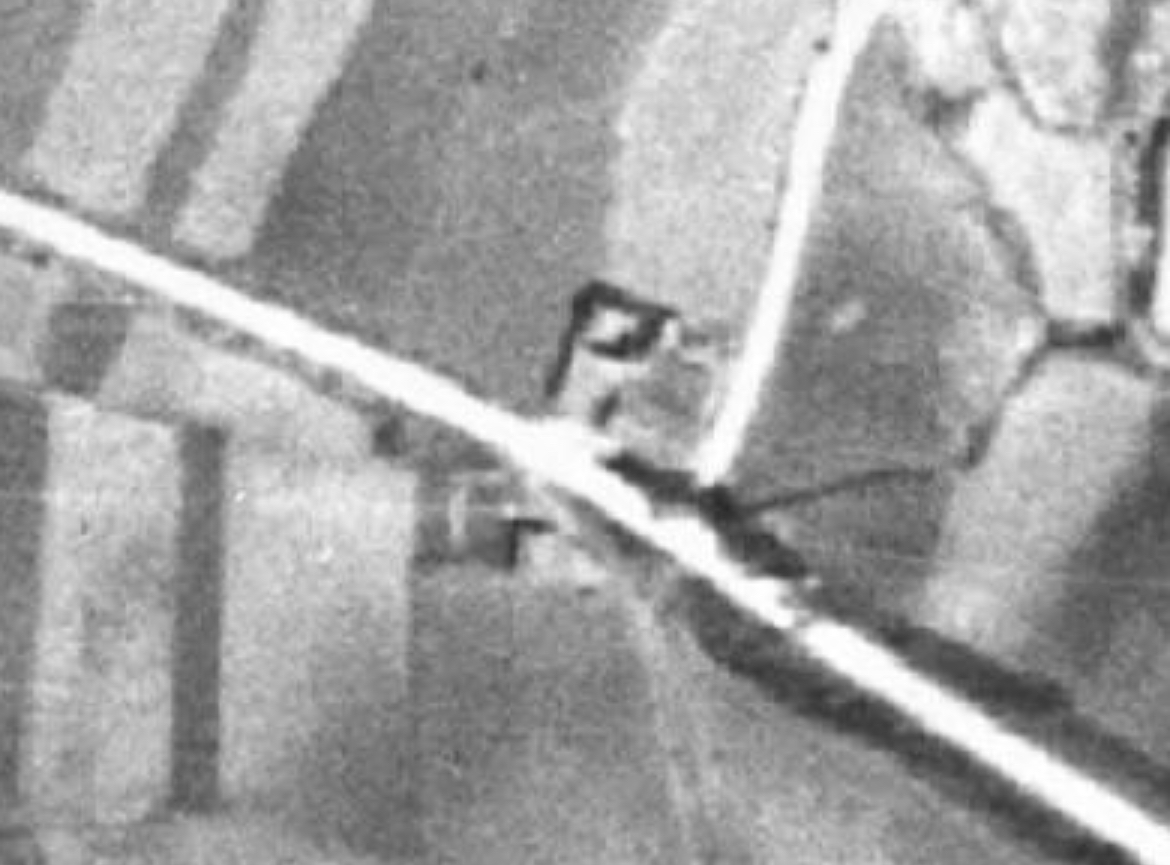
Vista de la casa en una ortofoto («vuelo americano») de 1956. Puede apreciarse todavía la existencia de los edificios agrícolas y de la era.

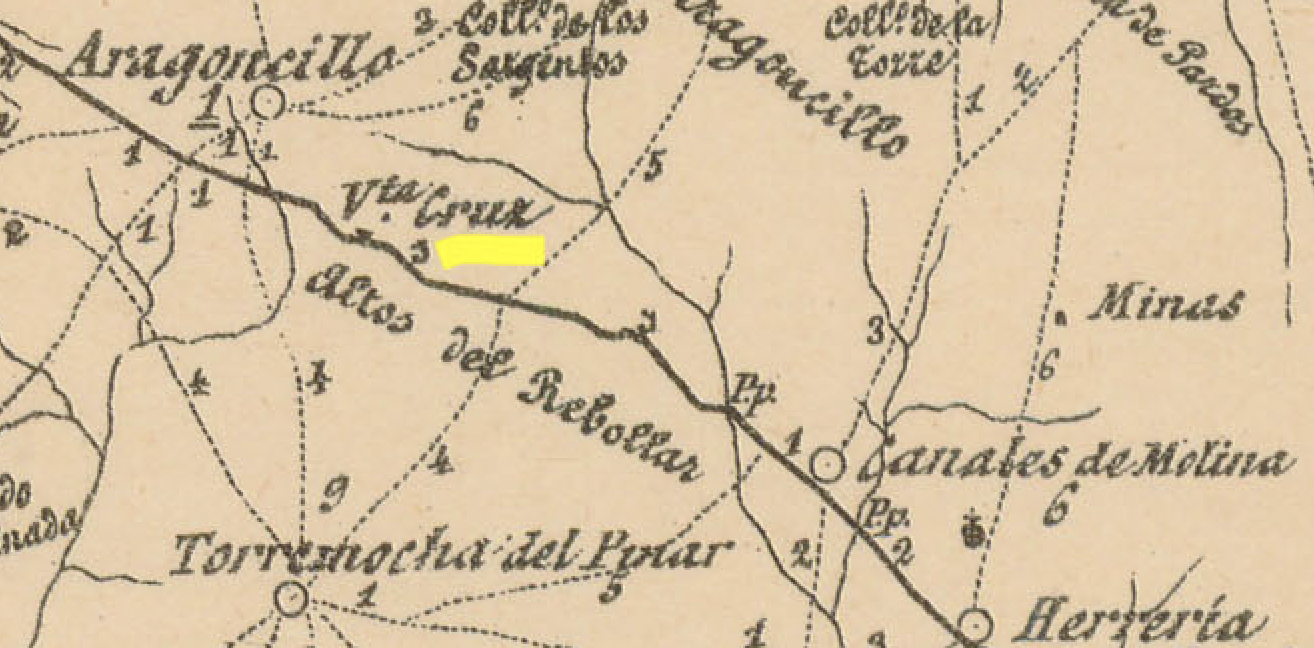
Localización en un mapa militar de 1887.

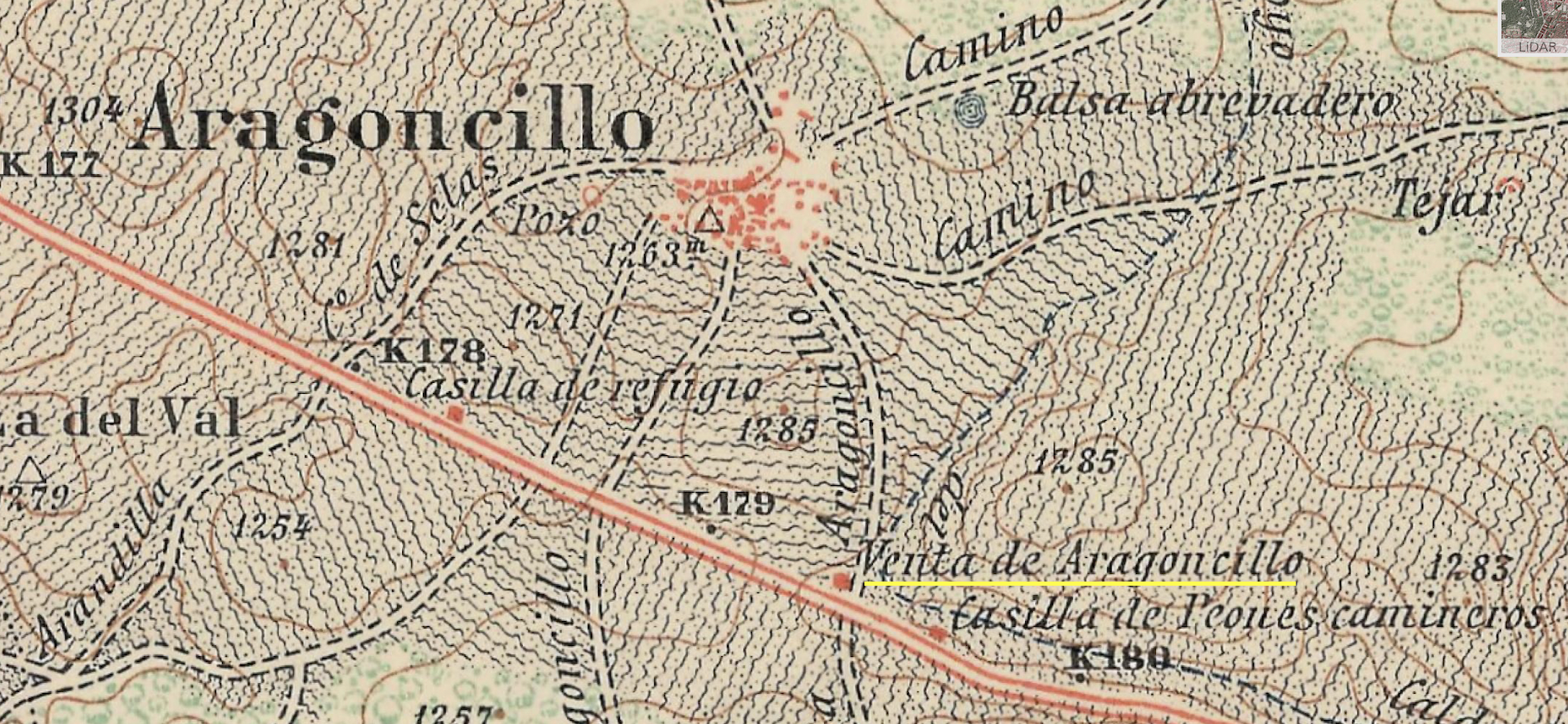
Localización en una planimetría de 1920.

Las primeras referencias bibliográficas conocidas de la Venta de Aragoncillo mencionan su actual emplazamiento como escenario cercano de una batalla ocurrida en el marco de la guerra de la Independencia., Aun así, no se tiene constancia de la época de construcción del edificio y se desconoce si se erigió inicialmente para servir como venta, aunque puede estimarse, por la documentación existente, que podría datar de la primera mitad del siglo XIX. 
La venta fue adquirida por Francisco Gómez Aguado, natural de Bello (Teruel) y su mujer Joaquina Salvador Esteban, natural de Anquela del Ducado (Guadalajara) hacia 1860. Ahí nació en 1863 su única hija, Bernabea, que junto con su esposo, Salvador Martínez Hernández, natural de Alba (Teruel), se hizo cargo de la misma tras la muerte de sus padres. Bernabea y Salvador tuvieron ocho hijos, y dos de ellos, Lucio y Salvador, la heredaron tras morir su madre en 1943. Se dividió entonces el edificio en dos mitades para acomodar a los hermanos; la parte occidental pertenecería a Salvador y la oriental a Lucio.
Además de como venta, el edificio tuvo vocación agropecuaria y sirvió también como lugar de reparto del correo a las localidades de Aragoncillo y Torremocha, el cual llegaba a la venta mediante el coche de línea Molina-Madrid.
Durante la Guerra Civil, unas instalaciones agrícolas situadas al otro lado de la carretera nacional fueron requisadas y sirvieron de acuartelamiento para los soldados. Al lado de las mismas se encontraba también la era de la venta. No queda de estas instalaciones sino unos restos  materiales ubicados junto a la carretera.
A la altura de la venta tuvo lugar, el 1 de junio de 1937, el atentado contra el general franquista José Moscardó, i conde del Alcázar de Toledo, protagonizado por Juan Concha Medina, miliciano republicano natural de Cobeta. El atentado se produjo al paso del convoy del general, sin poder alcanzar a Moscardó, pero sí neutralizando a parte de su guardia personal e incendiando el camión en el que se transportaban., Según consta en la causa judicial de Concha, el ataque se saldó con varios muertos.
En 1941, una chispa de la chimenea ocasionó un gran incendio que devastó parte de la vivienda.
La venta cesó su actividad como tal en la década de 1960 y quedó en desuso como residencia permanente en 1974, fecha en que también cesaron las actividades agropecuarias.

## Descripción

### Descripción exterior

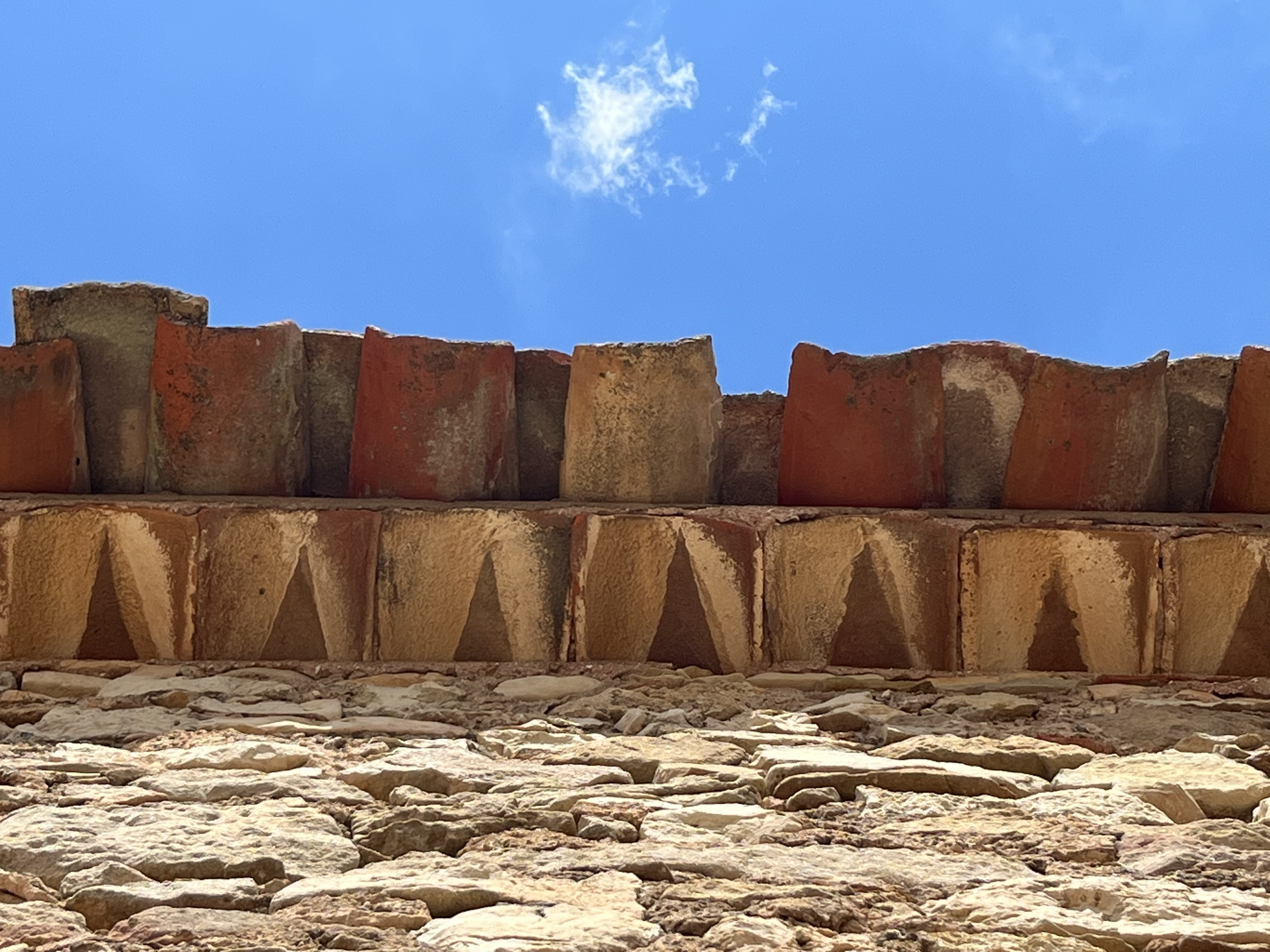
Detalle del alero tradicional en la fachada principal.

El cuerpo principal del edificio está construido con sillarejos de arenisca unidos con mortero de cal, mampostería en las intersecciones de paños, en dinteles y jambas de vanos, rematando con sillares labrados las esquinas. Presenta, además de muros contundentes, dos contrafuertes entregados al paño de la fachada principal en su extremo izquierdo, estando éstos ataluzados. La cubierta se da a dos aguas y presenta teja árabe con alero pequeño de doble hilada de álabes, destacando en el mismo las tejas parcialmente encaladas en blanco para dar una característica forma triangular, típica de las casas antiguas de la zona.
La fachada meridional, que da a la carretera N-211, es la principal y destaca por sus vanos, todos organizados en mismo eje vertical y con medidas equidistantes —salvo uno en la planta baja en el extremo izquierdo que se aprecia de apertura contemporánea—. Estos vanos son adintelados, conformados por dovelas bien trabajadas en su línea de imposta, estrechas y destacando también las jambas realizadas con sillarejo.
Una extensión en la parte nororiental es de fábrica contemporánea con bloques de hormigón.

#### Tipología
Su tipología constructiva corresponde con las ventas de montaña, al igual que las otras ventas de la zona ya desaparecidas (e. g. las de Selas o Mazarete). Las ventas de montaña se caracterizan por el material constructivo, generalmente piedra local, y la distribución relativamente compacta de las estancias, a diferencia de las de llanura.,

### Distribución interior
En el momento de la partición en 1945, obra de Julio Iritia Navarro y su hijo Jesús Iritia Anchuela, la casa quedó distribuida de la siguiente manera:
En la parte occidental, la planta baja constaba de una cocina, un comedor, una despensa con una fresquera para almacenar alimentos, dos cuadras, un patio cerrado con un corral en el que había una cochinera, un gallinero, una conejera, un palomar, un gran pozo de agua potable, un abrevadero para los animales y un gamellón para alimentar a los cerdos. Desde la calle se podía acceder ―a través de un portón de madera― a la cochera para guardar los carruajes, que comunicaba con el patio interior de la casa. En la primera planta se encontraban las habitaciones y alcobas y en la segunda estaba la cámara con trojes para depositar los productos agrícolas.
En la parte oriental, la puerta daría acceso a un zaguán o despensa, a cuya derecha estaba la entrada a la cocina con la gran chimenea y sus poyos laterales en la que se encontraba también una habitación-comedor. Por una puerta se salía a la cuadra que conectaba con el pozo común a las dos viviendas. En la primera planta se ubicaba un descansillo y tres habitaciones. La cámara, en la segunda planta, era amplia y una parte se destinaba como palomar. Frente a la entrada se encuentra un pozo cubierto con una pequeña pila-abrevadero de piedra.

### Protección patrimonial
Mediante resolución de 8 de abril de 2024, de la Viceconsejería de Cultura y Deportes de Castilla-La Mancha, fue incluida en el Inventario del Patrimonio Cultural de Castilla-La Mancha con el código 07190990123.